# سنگ‌چشم‌واران بیشه
سنگ‌چشم‌واران بیشه (به لاتین: Malaconotoidea)، یک بالاخانواده از پرندگان گنجشک‌سان است. آنها دارای تنوع گسترده‌ای از پرندگان آوازخوان همه‌چیزخوار و گوشتخوار هستند که در آفریقا و استرالیا گسترده شده‌اند، که بسیاری از آنها به طور سطحی شبیه سنگ‌چشم هستند. در سال ۲۰۰۴ توسط کاکرافت و همکارانش تعریف و نام‌گذاری شد و شامل سنگ‌چشم بیشه (Malaconotidae)، سنگ‌چشم کلاه‌خودی (Prionopidae)، لیموقبایان (Aegithinidae)، وانگایان (Vangidae) و مرغ‌های قصاب استرالیایی، زاغی، کلاغ‌های زنگی و پرستوجنگلیان (Artamidaellows) است. تجزیه و تحلیل مولکولی در سال ۲۰۰۶ سرفرچه‌ای بورنئو را به این گروه افزود، اگرچه جایگاه آن در Malconotoidea نامشخص است. نخست پنداشته می‌شد که مربوط به پرندگان قصاب و پرستوهای جنگلی است، اما اکنون تصور می‌شود که یک شاخه آغازین است.
این بالاخانواده دارای هشت خانواده است:
- نوک‌زورقان – نوک‌زورقی
- پرستوجنگلیان - پرستوهای چوبی، مرغ‌های قصاب، کلاغ‌های زنگی و زاغی استرالیایی
- توت‌خواران خالدار - توت‌خوار خالدار
- سنگ‌چشمان بیشه- سنگ‌چشمهای پشت‌پفی، سنگ‌چشم‌های بیشه‌ای، چاگرا و بوبوس
- سرفرچه‌ایان بورنئو – سرفرچه‌ای
- لیموقبایان– لیموقباها
- چشم‌پوپیان - چشم‌پوپی‌ها
- وانگایان – وانگاها